# Maßgeblicher Zeitpunkt
Von der Frage nach dem maßgeblichen Zeitpunkt für die Beurteilung der Sach- und Rechtslage hängt im Verwaltungsprozessrecht ab, ob ein Verwaltungsakt bzw. seine Ablehnung oder Unterlassung rechtswidrig und eine verwaltungsgerichtliche Klage begründet ist (§ 113 VwGO).

## Grundsatz
Welcher Zeitpunkt für die Beurteilung der Sach- und Rechtslage maßgebend ist, bestimmt sich nicht nach dem Prozessrecht, sondern nach dem einschlägigen materiellen Recht, inklusive des Verwaltungsverfahrensrechts.

## Anfechtungsklage
Nach Auffassung des Bundesverwaltungsgerichts ist bei der Anfechtungsklage im Regelfall die Sach- und Rechtslage bei Erlass des Verwaltungsakts maßgebend. Ist ein Widerspruchsbescheid ergangen, kommt es auf den Widerspruchsbescheid an. Dafür spricht, dass bei der Anfechtungsklage die Entscheidung der Behörde überprüft wird und dass diese sich nur nach den Umständen richten kann, die bei ihrem Erlass vorhanden waren.
Von diesem Grundsatz werden aber Ausnahmen gemacht, so für Verwaltungsakte mit Dauerwirkung und für noch nicht vollzogene Verwaltungsakte. Denn ein Dauerverwaltungsakt entfaltet seine Regelungswirkung ständig neu und das zu Grunde liegende Verwaltungsrechtsverhältnis wird ständig neu konkretisiert. Daher ist hier der Zeitpunkt der letzten tatsachengerichtlichen Entscheidung maßgeblich. Etwas anderes gilt aber beispielsweise im Falle einer gewerberechtlichen Untersagungsverfügung. Denn sonst liefe die Regelung des § 35 Abs. 6 Satz 2 GewO leer, nach der eine Wiedergestattung in der Regel erst nach einem Jahr erfolgen kann.
Dem Ausländerrecht hat das Bundesverwaltungsgericht den Grundsatz entnommen, dass bei der Klage gegen die Ausweisung eines Ausländers auf die Sach- und Rechtslage im Zeitpunkt der letzten mündlichen Verhandlung vor dem Verwaltungsgericht abzustellen ist.
Auch bei der Anfechtungsklage einer Gemeinde gegen einen Widerspruchsbescheid der Aufsichtsbehörde, mit dem die Gemeinde zur Erteilung einer von ihr versagten Baugenehmigung verpflichtet wird, kann der Zeitpunkt der letzten mündlichen Verhandlung maßgeblich sein.
In Fällen der Drittanfechtung einer Baugenehmigung oder einer immissionsschutzrechtlichen Genehmigung zur Errichtung und zum Betrieb einer Windkraftanlage ist dagegen für die Beurteilung der Rechtmäßigkeit der Genehmigung die Sach- und Rechtslage zum Zeitpunkt der letzten Behördenentscheidung, in der Regel also der Genehmigungserteilung, maßgeblich. Die Berücksichtigung nachträglich – etwa aufgrund einer nach Errichtung der Anlage durchgeführten Messung – gewonnener Erkenntnisse
ist hierdurch jedoch nicht ausgeschlossen. Ferner gilt bei einer zu Gunsten des Bauherrn eingetretenen Änderung der Rechtslage, nach welcher ein vormals rechtswidriges Vorhaben nun rechtmäßig wäre und eine Genehmigung zu erteilen ist, die aktuelle Rechtslage, denn die aufzuhebende Baugenehmigung wäre sofort wieder zu erteilen. Das Aufheben wäre damit sinnlos.

## Andere Klagearten
Dagegen wird bei der Verpflichtungsklage und der Leistungsklage, grundsätzlich auch bei einer Feststellungsklage, auf den Zeitpunkt der gerichtlichen Entscheidung abgestellt. Dafür spricht, dass bei einer Verpflichtungs- und einer Leistungsklage regelmäßig ein Anspruch geltend gemacht wird, der im Zeitpunkt der Entscheidung bestehen muss. Der begehrte Verwaltungsakt müsste sonst direkt nach der Abweisung der Klage doch erlassen werden, wenn seine Voraussetzungen vorliegen.

## Asylrecht
Das Asylrecht ist einer der wenigen Bereiche, in denen der Gesetzgeber den maßgeblichen Beurteilungszeitpunkt ausdrücklich festgelegt hat. Nach § 77 Abs. 1 Satz 1 AsylG kommt es dort sowohl für Verpflichtungs- als auch für Anfechtungsklagen auf die Sach- und Rechtslage im Zeitpunkt der letzten mündlichen Verhandlung bzw. der gerichtlichen Entscheidung an.